# Pfarrkirche Glashütten

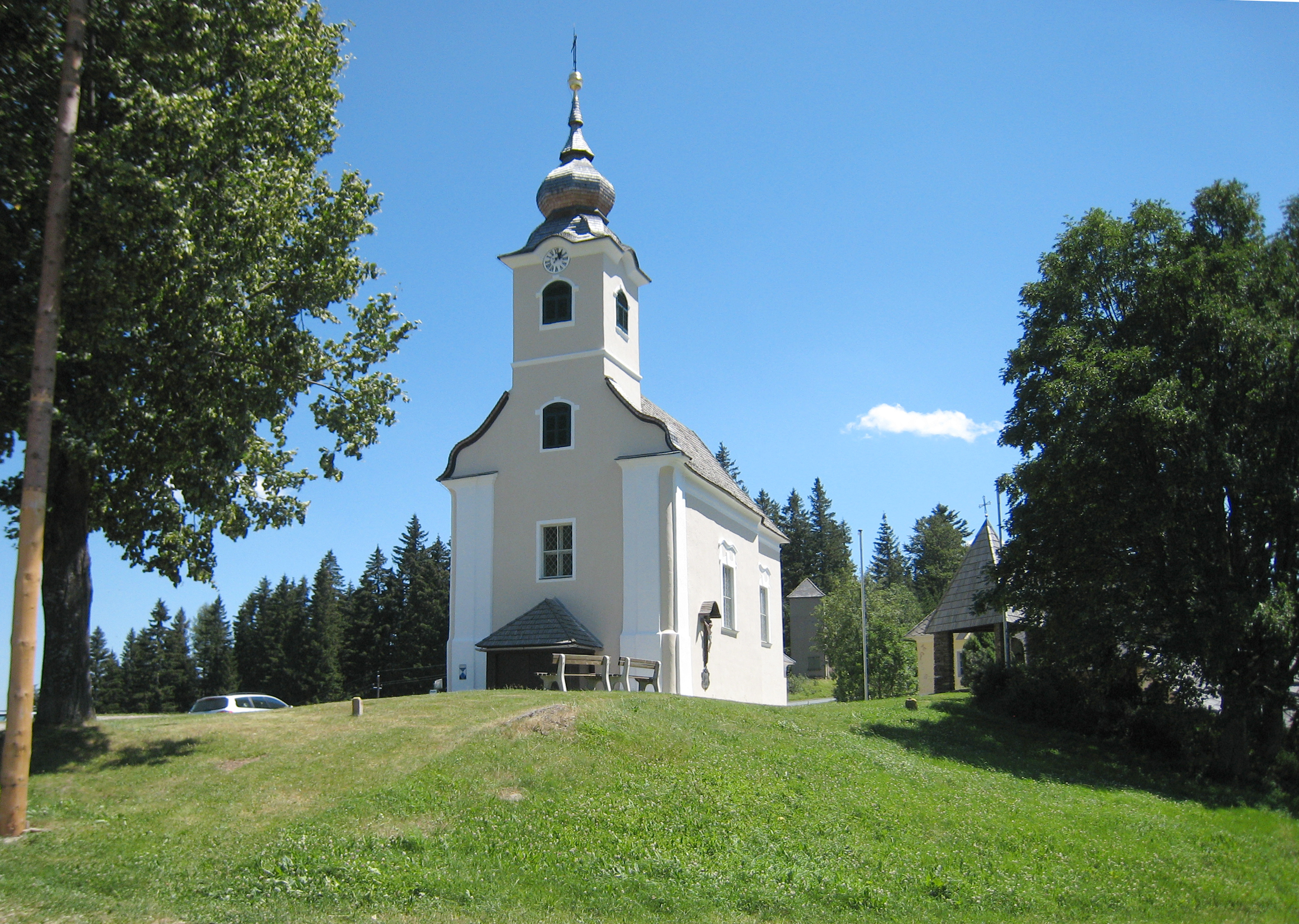
Kath. Pfarrkirche Mariä Namen in Glashütten

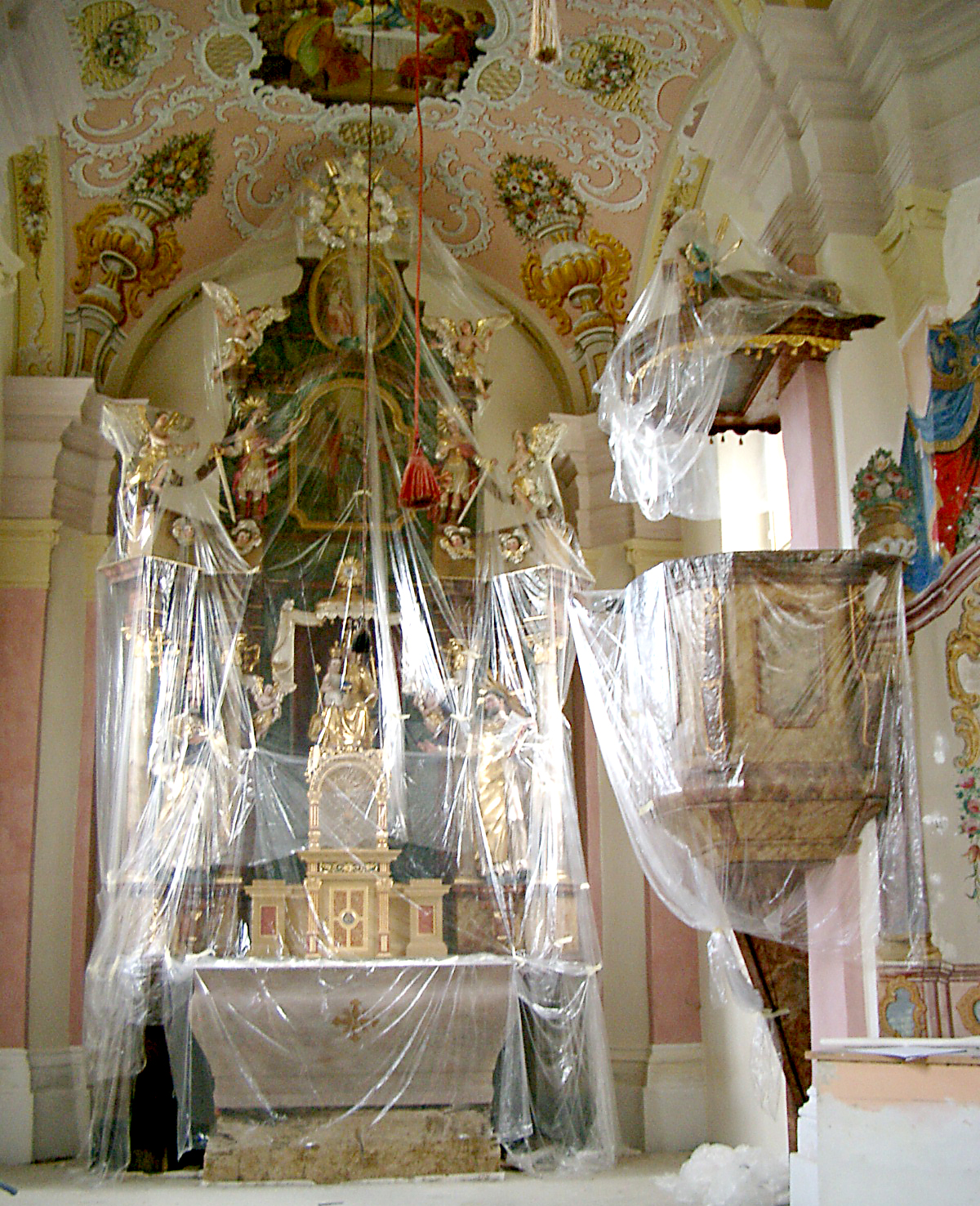
Blick auf den Hochaltar während der Sanierungsarbeiten im Jahr 2003

Die römisch-katholische Pfarrkirche Glashütten steht im Ort Glashütten im Westen von Gressenberg in der Marktgemeinde Bad Schwanberg im Bezirk Deutschlandsberg in der Steiermark. Die auf das Fest Mariä Namen geweihte Pfarrkirche gehörte bis Ende August 2018 zum dann aufgelösten Dekanat Deutschlandsberg der Diözese Graz-Seckau, seit Auflassung dieses Dekanates liegt sie im Seelsorgeraum Südweststeiermark. Die Kirche steht unter Denkmalschutz.

## Geschichte
Die Kirche wurde zwischen 1767 und 1769 vom Landsberger Maurermeister Anton Liebfahrt an der Stelle einer 1670 erbauten Holzkirche errichtet. Das Geld für den Kirchenbau wurde von Jakob Lenzenbauer gestiftet. Sie wurde 1770 geweiht und war eine Filiale der Schwanberger Pfarre. 1817 gehörte sie als Stationskaplanei zum Dekanat (Deutsch-)Landsberg, war aber schon berechtigt, pfarrliche Rechte in vollem Umfang auszuüben. Zur Pfarrkirche erhoben wurde sie 1892.
Innenrestaurierungen fanden 1963 und 2003, eine Außenrestaurierung 2007 statt.

## Beschreibung
Die westliche Kirchenfassade hat einen geschwungenen Giebel, auf dem der Dachreiter mit Zwiebelhelm sitzt. Die Fassade ist von Pilastern gerahmt.
An das Langhaus schließt ein schmälerer, rechteckiger Chor. Das Langhaus mit einem Flachkuppelgewölbe hat ein Rechteckjoch, an das ein schmales Emporenjoch anschließt. In den Raumecken sowie am Fronbogen befinden sich Wandpfeiler mit kräftigen Kapitellzonen, die den Charakter des Zentralraumes betonen. Östlich des Chores befindet sich die niedere Sakristei. Die Kanzel stammt aus der Bauzeit. Am Weihwasserbecken befindet sich eine Inschrift, welche auf den Kirchenstifter hinweist.
Der barocke Hochaltar stammt aus der ersten Hälfte des 18. Jahrhunderts. Darauf steht eine 1859 von Jakob Gschiel angefertigte Statue der Maria mit Kind. Die Seitenaltäre haben gemalte Rokoko-Prospekte und aus dem Ende des 19. Jahrhunderts stammende Mittelteile. Altar und Ambo aus Glas wurden im Jahr 2003 von Werner Schimpl gestaltet. Die Gewölbe sind mit aus der Bauzeit stammenden und 1892 von Felix Barazutti übermalten Rokokomalereien ausgestattet. Weiters befindet sich in der Kirche die so genannte „Glasmachermadonna“, welche aus der Zeit stammt, als in Gressenberg noch Glas hergestellt wurde.
Die Orgel wurde als Barockorgel von der Orgelbaufirma Sebastian Konrad aus Gnas 1901 gebaut. Sie hat ein Manual, neun Register und ein verkürztes Pedal für Bass-Stimmen, das versetzt gebaut ist.